# Dr. Feelgood
Dr. Feelgood ist eine britische Rockband, die seit 1971 in wechselnden Besetzungen existiert. Es ist eine der wenigen Bands, die im British Blues Boom und in der Punk-Ära gleichermaßen Erfolg hatten. Die vor allem in den 1970er-Jahren aktive Gruppe wurde bekannt durch Songs wie Back in the Night, Roxette und Milk and Alcohol.
Seit 1994 ist kein Gründungsmitglied mehr in der Band.

## Geschichte

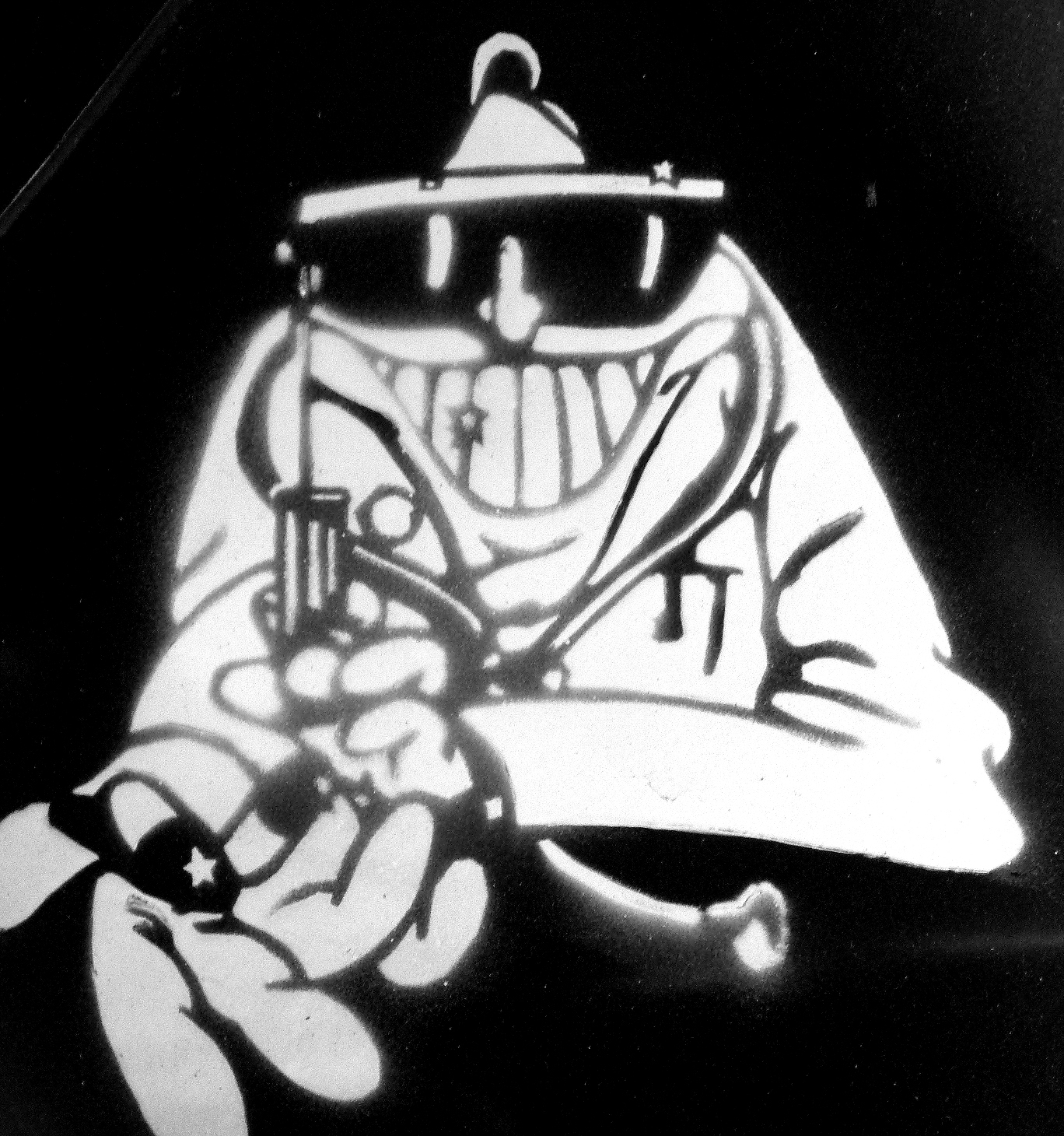
Stencil des Dr.-Feelgood-Maskottchens, wie es von der Band in den 1970er- und 1980er-Jahren verwendet wurde

Die 1971 in Canvey Island in der Nähe von Southend, Essex, von Sänger Lee Brilleaux und Gitarrist Wilko Johnson (bürgerlich: John Wilkinson) gegründete Band wurde bald darauf durch Bassist John B. Sparks und Schlagzeuger „The Big Figure“ (bürgerlich: John Martin) ergänzt.
Der Name der Band wurde auf Vorschlag von Sparks dem Song Dr. Feelgood der englischen Band Johnny Kidd & the Pirates entlehnt.
Wie viele andere Pub-Rock-Bands, zum Beispiel die ebenfalls aus Southend stammenden Eddie & the Hot Rods, waren Dr. Feelgood hauptsächlich durch ihre Live-Auftritte bekannt. Daneben waren jedoch auch die Alben wie Down by the Jetty und Malpractice sehr beliebt. Den Durchbruch der Band brachte 1976 das Live-Album Stupidity, das auf Platz eins in den englischen Charts landete.
Nach dem nächsten Album, Sneakin’ Suspicion, verließ Wilko Johnson aufgrund interner Differenzen die Gruppe und wurde durch Gypie Mayo (bürgerlich: John Cawthra) ersetzt. Mit Mayo war die Band nicht mehr so erfolgreich wie in früheren Zeiten mit Johnson, dennoch konnte sie 1979 mit Milk and Alcohol noch einen Platz in den Top Ten der Charts erreichen.
Nachdem auch Mayo 1980 die Band verlassen hatte, gaben Dr. Feelgood nicht auf, sondern nahmen mit wechselnden neuen Gitarristen – „Johnny Guitar“, Gordon Russell und Steve Walwyn – weiter Platten auf und gingen auf Tour. 1982 verließen auch Sparks und „The Big Figure“ die Gruppe und wurden durch Phil Mitchell (Bass) und Kevin Morris (Schlagzeug) ersetzt. Am 7. April 1994 starb das letzte verbliebene Gründungsmitglied, Sänger Lee Brilleaux, an Krebs.
Mit Pete Gage (Gesang) und Robert Kane wurden wieder zwei neue Band-Mitglieder aufgenommen. Seit den späten 1990er-Jahren befinden sich Dr. Feelgood (ohne Originalmitglieder) immer wieder auf Tournee. Am 23. Oktober 2013 verstarb der ehemalige Gitarrist Gypie Mayo nach langer Krankheit im Alter von 62 Jahren.
Seit 2021 Jahren ist wieder Gordon Russell Gitarrist. Gründungsmitglied Wilko Johnson starb am 21. November 2022 im Alter von 75 Jahren.

## Besetzung

### Aktuelle Besetzung

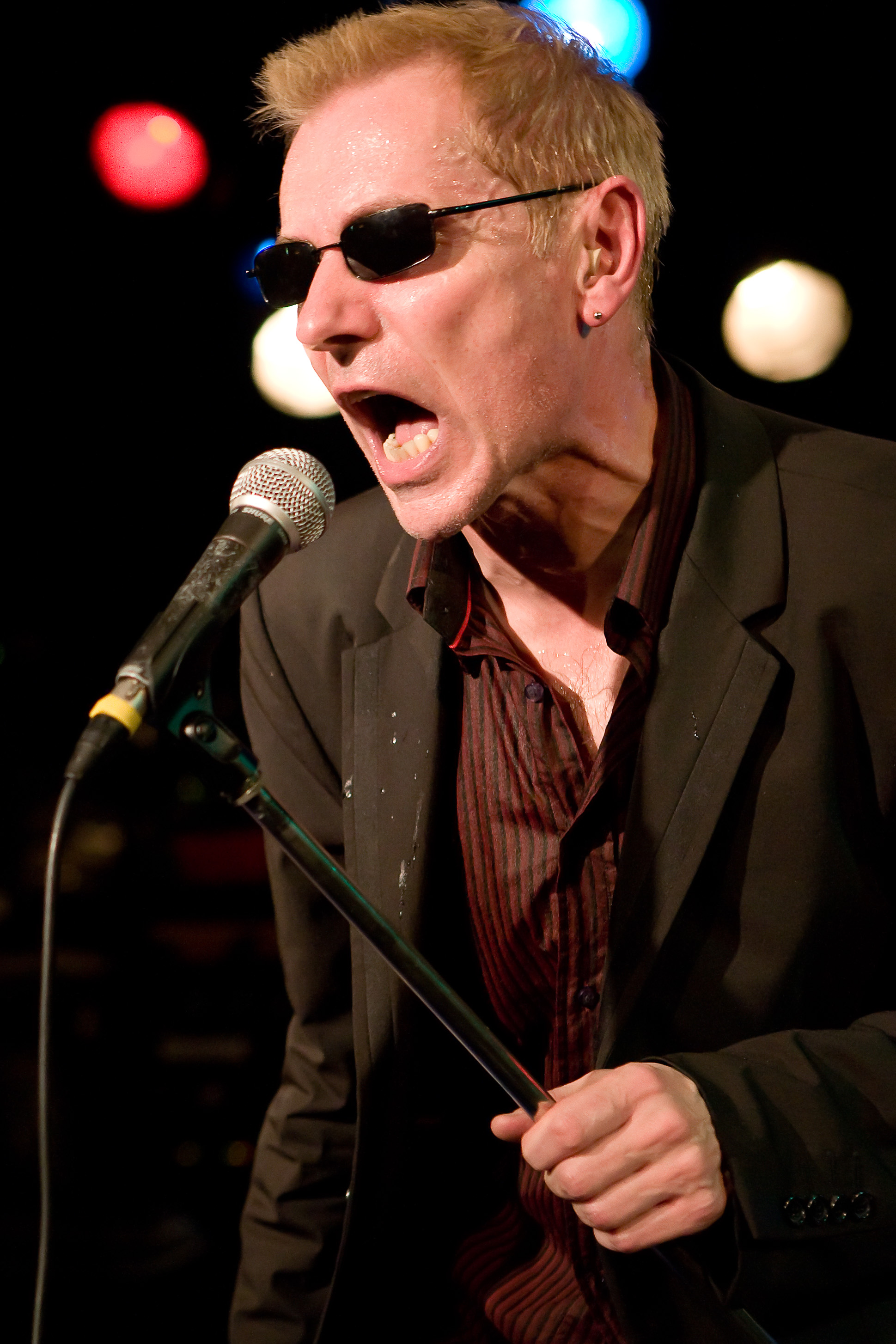
Robert Kane (Gesang, Mundharmonika, seit 1999)
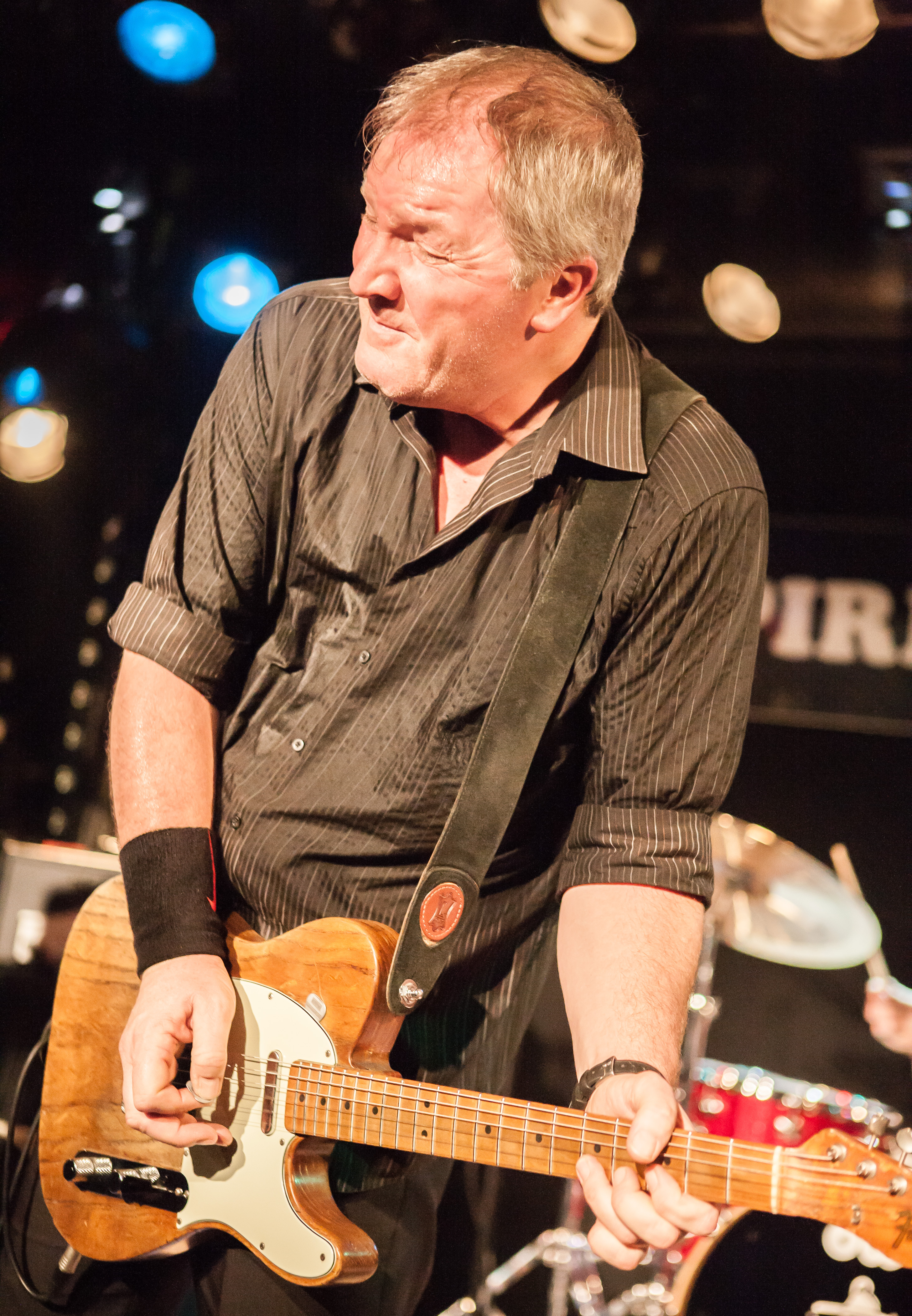
Steve Walwyn (Gitarre, seit 1989)
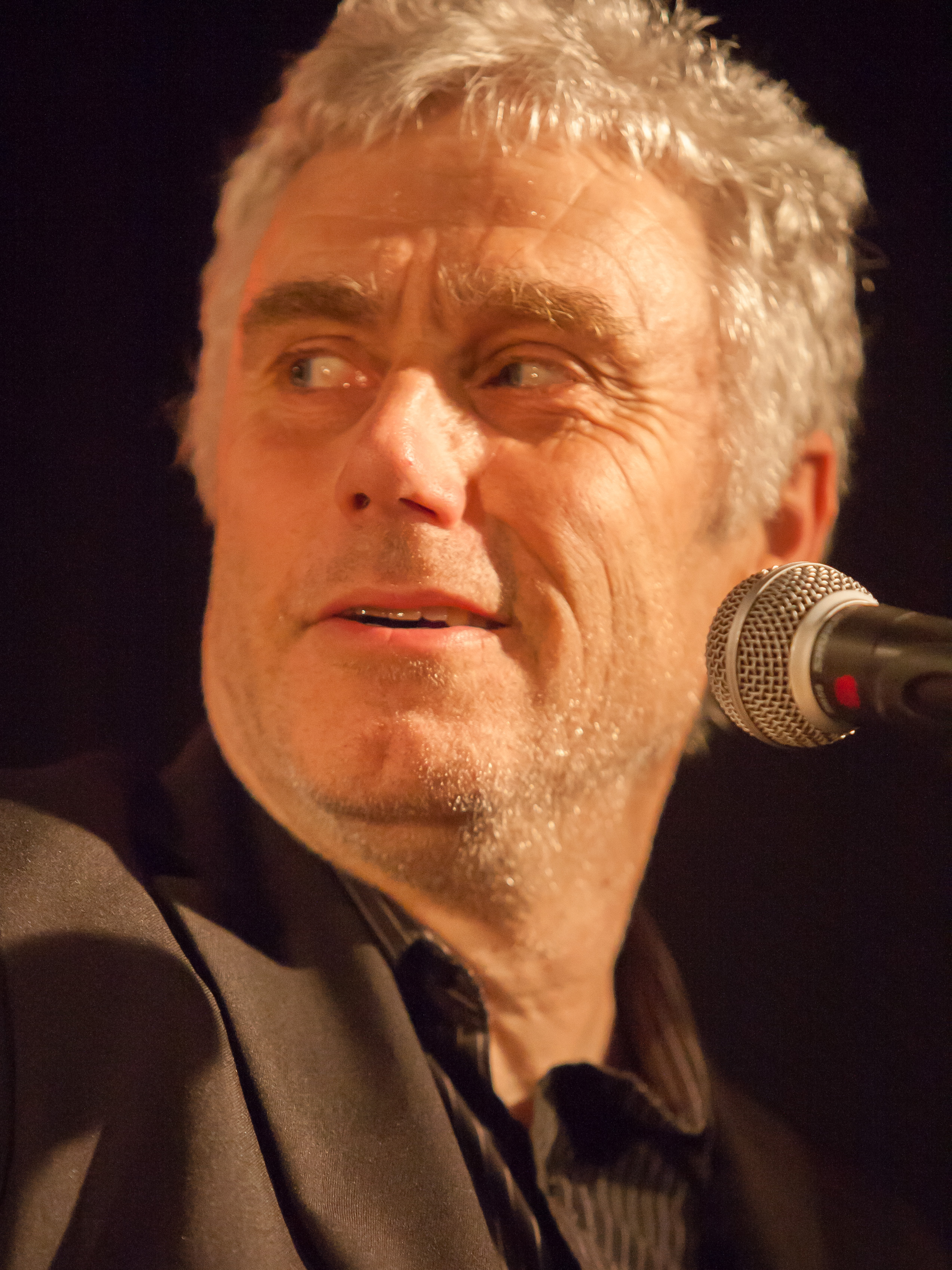
Phil Mitchell (Bass, seit 1983)
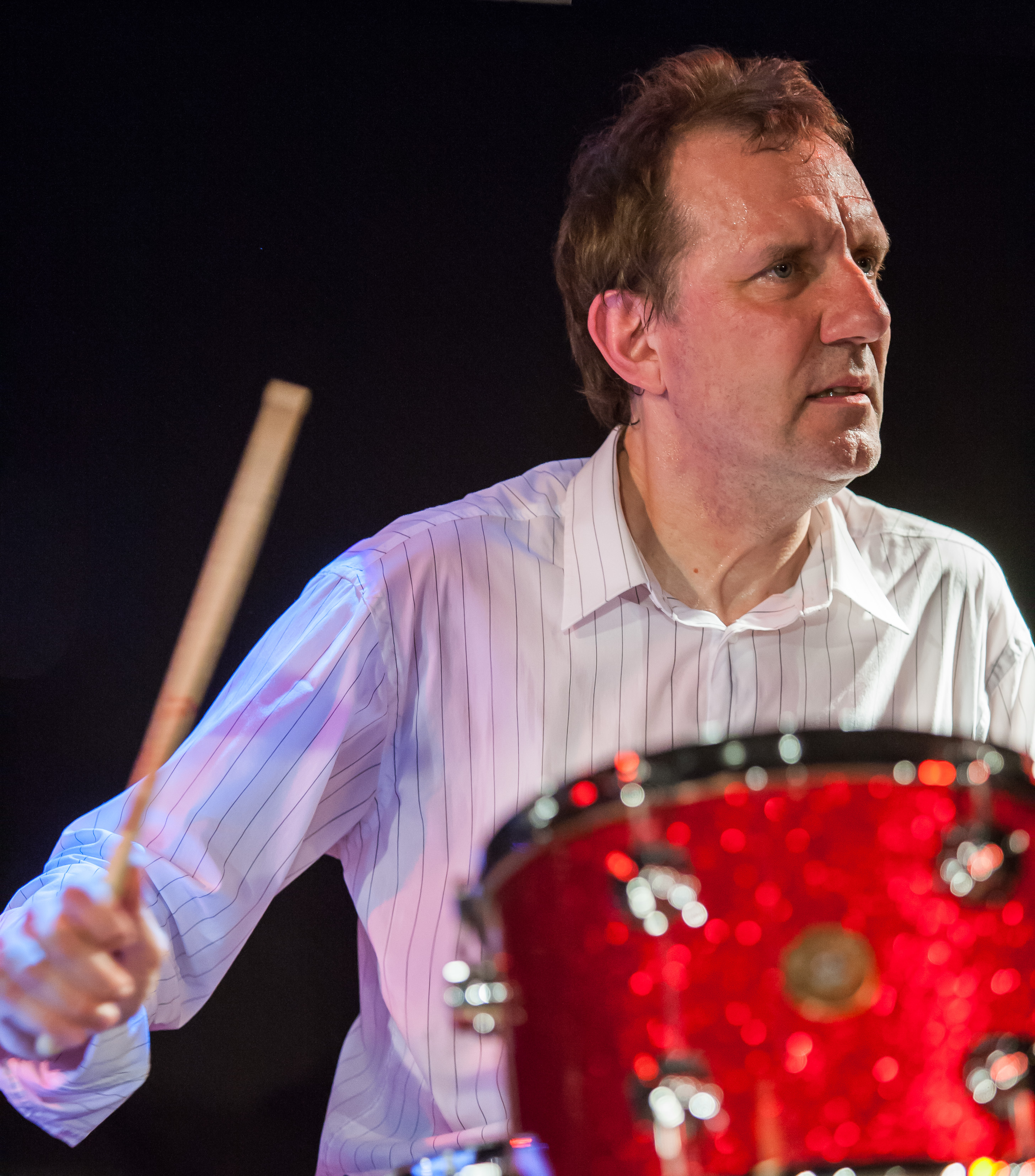
Kevin Morris (Schlagzeug, seit 1983)

## Rezeption
Das schwedische Popduo Roxette benannte sich nach einem Dr.-Feelgood-Titel. Bob Marley erwähnte die Band in seinem Song Punky Reggae Party („The Wailers will be there, The Damned, The Jam, The Clash – Maytals will be there, Dr. Feelgood too“).

## Diskografie

### Studioalben
| Jahr | Titel              | Höchstplatzierung, Gesamtwochen, AuszeichnungChartsChartplatzierungen (Jahr, Titel, Platzierungen, Wochen, Auszeichnungen, Anmerkungen) | Anmerkungen                        |
| Jahr | Titel              | UK | Anmerkungen                        |
| ---- | ------------------ | --- | ---------------------------------- |
| 1975 | Malpractice        | UK17 Silber · (6 Wo.)UK | Erstveröffentlichung: Oktober 1975 |
| 1977 | Sneakin’ Suspicion | UK10 (6 Wo.)UK | Erstveröffentlichung: Mai 1977     |
| 1977 | Be Seeing You      | UK55 (3 Wo.)UK | Erstveröffentlichung: Oktober 1977 |
| 1978 | Private Practice   | UK41 (5 Wo.)UK | Erstveröffentlichung: Oktober 1978 |

Weitere Studioalben
- 1975: Down by the Jetty
- 1979: Let It Roll
- 1980: A Case of the Shakes
- 1982: Fast Women & Slow Horses
- 1984: Doctor’s Orders
- 1985: Mad Man Blues
- 1986: Brilleaux
- 1987: Classic
- 1991: Primo
- 1993: Feelgood Factor
- 1996: On the Road Again
- 2000: Chess Masters
- 2002: Finely Tuned – The Guitar Album
- 2003: Speeding Thru Europe
- 2005: The Complete Stiff Recordings
- 2006: Repeat Prescription

### Livealben
| Jahr | Titel         | Höchstplatzierung, Gesamtwochen, AuszeichnungChartsChartplatzierungen (Jahr, Titel, Platzierungen, Wochen, Auszeichnungen, Anmerkungen) | Anmerkungen                          |
| Jahr | Titel         | UK | Anmerkungen                          |
| ---- | ------------- | --- | ------------------------------------ |
| 1976 | Stupidity     | UK1 Silber · (9 Wo.)UK | Erstveröffentlichung: September 1976 |
| 1979 | As It Happens | UK42 (4 Wo.)UK | mit 7-Inch EP                        |

Weitere Livealben
- 1981: On the Job
- 1987: Case History: The Best of Dr Feelgood
- 1990: Live in London
- 1991: Stupidity Plus (erweiterte Neuauflage)
- 1994: Down at the Doctor’s
- 1999: Live at the BBC 1974–75
- 2001: BBC Sessions 1973–1978
- 2002: Down at the BBC: In Concert 1977–78

### Kompilationen
| Jahr | Titel                                       | Höchstplatzierung, Gesamtwochen, AuszeichnungChartsChartplatzierungen (Jahr, Titel, Platzierungen, Wochen, Auszeichnungen, Anmerkungen) | Anmerkungen                          |
| Jahr | Titel                                       | UK | Anmerkungen                          |
| ---- | ------------------------------------------- | --- | ------------------------------------ |
| 1989 | Dr. Feelgood – Singles „The U.A. Years“     | UK— GoldUK | Erstveröffentlichung: 15. Mai 1989   |
| 2012 | All Through The City - With Wilko 1974-1977 | UK85 (1 Wo.)UK | Erstveröffentlichung: 13. April 2012 |

Weitere Kompilationen
- 1981: Casebook
- 1995: Looking Back
- 1997: 25 Years of Dr. Feelgood
- 1997: Centenary Collection: (The Best Of Dr Feelgood)
- 2001: Singled Out: UA/Liberty As, Bs & Rarities
- 2003: Wolfman Calling – The Blues of Lee Brilleaux
- 2013: Taking No Prisoners - With Gypie 1977–1981
- 2015: I’m a Man – The Best of the Wilko Johnson Years 1974–1977

### Singles
| Jahr | Titel Album                                        | Höchstplatzierung, Gesamtwochen, AuszeichnungChartplatzierungen (Jahr, Titel, Album, Platzierungen, Wochen, Auszeichnungen, Anmerkungen) | Höchstplatzierung, Gesamtwochen, AuszeichnungChartplatzierungen (Jahr, Titel, Album, Platzierungen, Wochen, Auszeichnungen, Anmerkungen) | Anmerkungen                          |
| Jahr | Titel Album                                        | DE | UK | Anmerkungen                          |
| ---- | -------------------------------------------------- | --- | --- | ------------------------------------ |
| 1977 | Sneakin’ Suspicion                                 | — | UK47 (3 Wo.)UK | Erstveröffentlichung: Mai 1977       |
| 1977 | She’s a Windup Be Seeing You                       | — | UK34 (5 Wo.)UK |                                      |
| 1978 | Down at the Doctors Private Practice               | — | UK48 (5 Wo.)UK | Erstveröffentlichung: September 1978 |
| 1979 | Milk and Alcohol Private Practice                  | DE30 (13 Wo.)DE | UK9 Silber · (9 Wo.)UK | Erstveröffentlichung: Januar 1979    |
| 1979 | As Long as the Price Is Right (Live) As It Happens | — | UK40 (6 Wo.)UK | Erstveröffentlichung: April 1979     |
| 1979 | Put Him Out of Your Mind Let It Roll               | — | UK73 (1 Wo.)UK | Erstveröffentlichung: August 1979    |
| 1986 | See You Later Alligator Classic                    | — | UK93 (2 Wo.)UK |                                      |
| 1989 | Milk and Alcohol (New Recipe) –                    | — | UK97 (1 Wo.)UK |                                      |

Weitere Singles
- 1974: Roxette
- 1975: She Does It Right
- 1975: Back in the Night
- 1976: Riot in Cell Block No. 9
- 1976: Roxette (Live)
- 1977: Baby Jane
- 1980: Hong Kong Money
- 1980: No Mo Do Yakamo
- 1980: Jumping from Love to Love
- 1981: Violent Love
- 1981: Waiting for Saturday Night
- 1982: Trying to Live My Life Without You
- 1983: Crazy About Girls
- 1984: Dangerous
- 1984: My Way
- 1986: Don’t Wait Up
- 1987: Hunting Shooting Fishing

### Videoalben
| Jahr | Titel                 | Höchstplatzierung, Gesamtwochen, AuszeichnungChartsChartplatzierungen (Jahr, Titel, Platzierungen, Wochen, Auszeichnungen, Anmerkungen) | Anmerkungen                            |
| Jahr | Titel                 | UK | Anmerkungen                            |
| ---- | --------------------- | --- | -------------------------------------- |
| 2010 | Oil City Confidential | UK4 (50 Wo.)UK | Erstveröffentlichung: 25. Oktober 2010 |